# Грб Либерије
Грб Либерије је званични хералдички симбол афричке државе Републике Либерије. Грб је усвојен 16. јула 1847. године, након оснивања државе.

## Опис
Грб се састоји од штита на којему је приказан брод из 19. века како стиже на обале Либерије. Брод је симбол бродова који су превезли ослобођене робове из САД у Либерију. Изнад штита се простире трака на којој је исписано државно гесло „Љубав према слободи довела нас је овамо“. На траци испод штита исписано је пуно име државе, „Република Либерија“.
Плуг и мотика представљају достојанство тешког рада који је кључ успеха нације. Излазеће сунце у позадини представља рођење нације. Палмино стабло, један од главних извора хране за становнике Либерије, симбол је просперитета, а бела голубица симбол мира.